# H001
Woooケータイ H001(うーけーたい えいちぜろぜろいち)は、日立製作所（現・日立コンシューマエレクトロニクス）、並びにカシオ日立モバイルコミュニケーションズによって開発された、auブランドを展開するKDDI、および沖縄セルラー電話の第3/3.5世代（CDMA 1X WIN）対応音声用端末である。製造型番はHI001（えいちあい ぜろぜろいち）。

## 概要
W62Hの後継機種にあたる機種で、縦横に開く“2way Open Style”を採用している。概観はW62H、W63H双方のデザインを足して二で割ったような感じである。ヒンジ付近にはW61SHのようなLED式のサブディスプレイがあり、日立製端末でのサブディスプレイへの採用はW52H以来、かつ「Woooケータイ」では初となるが、その代わりこの機種には多色発光式のLEDランプは無く、端末側面に充電時に発光するLEDランプがあるのみとなっている。携帯電話としては世界初の3D対応3.1インチワイドVGA+の液晶ディスプレイが搭載されており、日立製端末での液晶の搭載はW61H以来、そしてサブディスプレイと同じく「Woooケータイ」では初となる(なお、本機とMobile Hi-Vision CAM Wooo(HIY01)を除き「Woooケータイ」シリーズは全て有機ELを搭載している)。また、同社製の携帯電話としては初の着うたフルプラスに対応している。日立製端末として初めて、カメラ部の顔検出オートフォーカスに対応。
本機の発売後、日立製作所は2009年7月1日より携帯電話事業を日立コンシューマエレクトロニクスに移管したため、同社が独自で製造した端末としては、同機が最終モデルとなった。
3D専用EZムービーとしてチャン・ナラの「JUMP JUMP」がプリインストールされている。

## 歴史
- 2009年1月29日 - KDDI、および日立製作所より公式発表。
- 2009年2月6日 - 全国にて一斉発売。
- 2009年9月 - 販売終了。

## 主な機能・サービス
- テレビ電話

| 主な対応サービス                                                                                                  | 主な対応サービス       | 主な対応サービス                                             | 主な対応サービス                                                          |
| --- | ---------------------- | ------------------------------------------------------------ | ------------------------------------------------------------------------- |
| au LISTEN MOBILE SERVICE (「着うたフル」) (「着うたフルプラス」) (LISMOビデオクリップ) (LISMO Video) (LISMO Book) | EZケータイアレンジ     | バーコードリーダー&メーカー                                  | PCサイトビューアー                                                        |
| au BOX | ワイヤレスミュージック | au Smart Sports Run & Walk Karada Manager カロリーカウンター | EZナビウォーク                                                            |
| EZ助手席ナビ | 安心ナビ               | 災害時ナビ                                                   | ナカチェン                                                                |
| EZアプリ FullGame! Bluetooth対戦                                                                                  | EZアプリ(BREW)         | オープンアプリプレイヤー                                     | PCドキュメントビューアー                                                  |
| アレンジメニュー                                                                                                  | au oneガジェット       | じぶん銀行アプリ                                             | EZ FM                                                                     |
| EZチャンネル | EZチャンネルプラス     | Touch Message                                                | EZ FeliCa                                                                 |
| ケータイ de PCメール                                                                                              | デコレーションメール   | デコレーションアニメ                                         | au one メール                                                             |
| 緊急通報位置通知                                                                                                  | ワンセグ               | グローバルパスポート (CDMA・GSM)                             | 赤外線通信 (IrSimple) auフェムトセル (別途、ケータイアップデートにて対応) |

## 不具合および新機能の追加
2009年2月6日に以下の不具合の修正がケータイアップデートにより行われた。
- 「ナカチェン」が設定できない場合がある

2009年2月27日に以下の不具合の修正がケータイアップデートにより行われた。
- ムービーを再生すると、スピーカーから音声が聞こえなくなる場合がある
- ムービーを早送りすると、キー操作を受付けない状態になる場合がある

2009年3月13日に以下の不具合の修正がケータイアップデートにより行われた。
- ディスプレイが正しく表示されない (白画面・黒画面・色調が異常になる) 場合がある
- 節電機能が正しく動作しない場合がある
- EZweb利用中に電源のリセットやキー操作を受付けない状態になる場合がある

2009年8月5日に以下の不具合の修正がケータイアップデートにより行われた。
- SSLサイトで大きなファイルアップロードを行うと時々接続が切断される場合がある
- ムービー撮影後、キー操作を受付けない状態になる場合がある

2010年6月30日に以下の新機能の追加がケータイアップデートにより行われた。
- 宅内用小型基地局「auフェムトセル」に対応した